# Xã Northland, Quận Ransom, Bắc Dakota
Xã Northland (tiếng Anh: Northland Township) là một xã thuộc quận Ransom, tiểu bang Bắc Dakota, Hoa Kỳ. Năm 2010, dân số của xã này là 52 người.